# Winter Is Coming
Winter Is Coming er den første episode af HBO's middelalderlige fantasy tv-serie Game of Thrones. Den blev skrevet af showets skabere David Benioff og D. B. Weiss, i en trofast tilpasning af de første kapitler af George R.R. Martins bog Kampen om tronen. Episoden blev instrueret af Tim Van Patten.
Som den første episode i serien, introducerer den situationen og hovedpersonerne i showet. Episoden centrerer på Stark-familien, og hvordan dets herre, Eddard Stark, bliver involveret i politik, efter kongen vælger Eddard, til at erstatte hans nyligt afdøde chefadministrator ("Hand of the King/Kongens hånd"). Episoden fik stort set positive anmeldelser og blev set først gang af 2,2 millioner seere. En uge før episoden første gang blev vist, lagde HBO de første 15 minutter ud til rådighed på Internettet som forpremiere. 

## Plot
Episoden begynder med at, man ser handlingen på flere forskellige steder på og omkring den fiktive kontinent Westeros. Det meste af handlingen foregår i og omkring Winterfell hvor Lord Eddard Stark (Sean Bean) er den feudale overherre af de nordlige afkroge af riget. Uden for Westeros er der et land over på den anden side af Det smalle Hav, hvor de to overlevende medlemmer af Huset Targaryen, der tidligere herskede over Westeros, lever i eksil.

### Bag muren
Episoden åbner med tre rangers fra Nattens Vogtere - Sir Waymar Royce (Rob Ostlere), Will (Bronson Webb) og Gared (Dermot Keaney) - spejder ud over Muren, en massiv barriere af is i den nordlige ende af riget. Efter at have fundet de ødelagte lig af nogle wildlinge (stammeledere mennesker, der bor nord for Muren) er rangers overrasket over de overnaturlige væsener og de udøde vildlinge. To af rangers bliver dræbt af monstrene, mens den tredje, Will, som de af en eller anden grund forlod i live. Af frygt for sit liv, deserterer Will fra Nattens Vogtere.  

### I Kongshavn
I Kongshavn, ser dronning Cersei (Lena Headey), og hendes tvillingebror, Jaime Lannister (Nikolaj Coster-Waldau), de liget af Jon Arryn, Kongens Hånd (John Standing). De diskuterer, om han har afsløret nogen farlig oplysninger om de to til nogen, før hans død. Jaime forsikrer sin søster, at hvis Arryn havde snakket med nogen, ville de allerede er blevet henrettet.

### I nord
Efter åbningenssekvensen, bliver Stark-familien i Winterfell introduceret, herunder Lord Eddard "Ned" Stark, hans kone, Lady Catelyn Stark (Michelle Fairley) og hans fem børn: deres arving Robb (Richard Madden), deres ældste datter Sansa (Sophie Turner), deres yngste datter Arya (Maisie Williams), deres ti-årige søn Bran (Isaac Hempstead-Wright), og deres yngste søn, Rickon (Art Parkinson). Også indført er Neds uægte søn Jon Snow (Kit Harington), der ligesom Robb, er en ældre teenager.
Ned underrettes om, at en desertør fra Nattens Vogtere er blevet taget til fange. Medlemmer af Nattens Vogtere er svoret aldrig at svigte deres stillinger. Ned tager hans sønner Robb, Jon og Bran med, for at overvære henrettelsen af desertøren Will. Will møder døden tappert, og indrømmer, at han deserterede fra muren efter at være blevet angrebet, men står ved sin erklæring om, at han så de White Walkers. Ned halshugger ham. Han fortæller sin unge søn Bran, at han, der "svinger sværdet", fordi han nedsatte dommen. Da Bran spørger sin far om de White Walkers (de dæmoniske væsener, der lagde sig i baghold mod Rangerne), afviser Ned det som en galnings tågesnak, insisterende på, at Walkers er blevet anset for uddøde i tusind år.
Efter deres tilbagevenden, finder Stark en død hjort, som seglet i Huset Baratheon. Lidt længere finder de en død hunulv og hendes overlevende unger. Alle Ned's seks børn for en ulv hver.
Tilbage på Winterfell, oplyser Catelyn hendes mand om at, et brev annoncerer Lord Arryns død, Eddard gamle mentor og Catelyns svorger. En yderligere meddelelse, anlagt af en ravn, rapporterer, at kongen selv kommer til Winterfell. Winterfell modtager hoffet, herunder Kong Robert Baratheon (Mark Addy), hans hustru dronning Cersei, deres tre børn: arving Prins Joffrey (Jack Gleeson), Prinsesse Myrcella (Aimee Richardson) og den yngste prins Tommen (Callum Wharry) samt Cerseis bror, Jaime Lannister, et medlem af Kongegarden og deres lillebror, Tyrion Lannister (Peter Dinklage), en dværg. Da Robert besøger gravstedet for Lyanna Stark, sin afdøde forlovede og Neds søster, betror Robert sin gamle ven, at han ikke stole på nogen omkring ham. Han beslutter sig for at navngive Ned som den nye Konges Hånd, og for at styrke alliancen mellem de to familier, foreslår han, at Neds datter, Sansa, bliver forlovet med sin søn, Joffrey.
Om natten modtager Catelyn en bekymrende besked fra hendes søster, Lord Arryns enke. Hun mistænker sin mand Jon, for at blev myrdet af kongens svigerforældre, de magtfulde Lannisterne. Ned, som først var tilbageholdende med at acceptere positionen som Kongens Hånd, gør det for at beskytte sin gamle ven. Bran, der nyder klatre på væggene i Winterfell, klatrer på et forladt tårn, hvor han ser Dronning Cersei og hendes bror Jaime have sex. For at holde det incestuøse forhold hemmeligt, vælter Jaime Bran ud af det høje vindue.

### Tværs over Det smalle Hav
Den landsforviste prins Viserys Targaryen (Harry Lloyd) har planer om, at vælte kong Robert og genvinde sin fars trone. Til dette formål, er han mægler mellem et ægteskab mellem hans søster Daenerys (Emilia Clarke), og en magtfuld krigsherre Khal Drogo (Jason Momoa), leder af en nomadisk horde af Dothraki.
Daenerys fortæller om hendes frygt for den barbariske herre, men hendes bror fortæller hende at hun skal gifte sig med ham. Under vielsen, får Daenerys to bryllupsgaver. Den første er en samling af bøger fra de syv kongeriger, givet af Sir Jorah Mormont (Iain Glen), en landflygtig ridder loyale over for Targaryen-familien. Den anden gave er en kiste, der indeholder tre forstenede drageæg, givet af Magister Illyrio Mopatis (Roger Allam), manden der hjalp med at arrangere ægteskabet.

## Produktion

### Den oprindelige pilot
Serien begyndte at bliveudviklet i januar 2007.  HBO, efter at erhvervet rettighederne til romanerne med den hensigt at gøre dem til en international kabel-tv-serie,  hyrede David Benioff og DB Weiss til at skrive og producere serien, som ville dække en romans materiale pr sæson. Den første og anden udkast til pilotmanuskriptet, som er skrevet af Benioff og Weiss, blev fremlagt i  hhv. august 2007 og juni 2008.   Da begge udkast faldt i HBOs smag, blev pilotepisoden ikke bestilt før i november 2008. 
Tom McCarthy blev valgt til at instruerer pilotepisodeoptagelserne fra den 24. oktober til den 19. november 2009 med placering i Nordirland, Skotland og Marokko.  I september 2010 blev det annonceret at HBO havde besluttet at grønt lys til serien.  Men på grund af kunstneriske og casting årsager blev det besluttet, at piloten ikke skulle tjene, som den første episode og et nyt optagelse blev sat i stand. 
Flere aktører der optræder i det oprindelige pilot vendte ikke tilbage til serien. Tamzin Merchant blev erstattet som Daenerys Targaryen af Emilia Clarke og Jennifer Ehle blev erstattet som Catelyn Stark af Michelle Fairley. Derudover blev Ian McNeice erstattet som Magister Illyrio af Roger Allam, Richard Ridings, som Gared af Dermot Keaney og Jamie Campbell Bower, som Ser Waymar Royce af Rob Ostlere.
En anden forskel er, at nogle af pilotens scener skudt i Skotland (hvor Doune Castle blev brugt til at genskabe Winterfell) og Marokko (stedet for Drogo og Daenerys' bryllup).  I serien blev Winterfell filmet i en kombination af steder i Nordirland, mens alle de scener fra Marokko blev skudt i Malta.
Den oprindelige pilot blev ikke vist på TV, og den første episode blev filmet af en ny instruktør Tim Van Patten, selv om nogle optagelser fra den oprindelige pilotepisode blev brugt i den første viste episode.  Dette omfatter dele af Sansas samtale med Cersei og Catelyn (spillet af anden skuespiller i pilotepisoden), Wills ridt gennem skoven (bevaret, selvom scenen også portrætteret af en anden skuespiller) og Ned og Roberts scene i krypten. Denne scene blev filmet på 35 mm film, og dermed let kornet, som kan ses i HD-versionen af episoden. 

### Skrivning
Manuskriptet blev skabt af seriens skabere David Benioff og D. B. Weiss, hvor den første episode omfatter handlingen i bogen's kapitler 1-7, 9 og 12 (Prolog, Bran I, Catelyn I, Daenerys I, Eddard I, Jon I, Catelyn II, Bran II og Daenerys II). Ændringer i tilpasningen omfatter hændelsesforløbet i prologen (i bøgerne er det Gared og ikke Will der overlever og blev halshugget af Eddard bagefter), nye scener viser Lannister-tvillingernes perspektiv og Daenerys' bryllupsnat viser at Drogo ikke vente med at få hendes samtykke til sex. 

### Optagelserne
De udvendige kulisserne hos Illyrios palæ blev skudt på Verdala Palace, et sommerpalads fra det 16. århundrede som blev brugt af præsidenten af Malta. Hos Winterfell var der en parkeringsplads i slottets gårdhave og en vinkælder i Stark-familien krypt.
I en sexscene, blev den daværende gravide Lena Headey erstattet af en kropdublant, og produktionen skjulte hendes graviditet for resten af sæsonen.  I scenen, hvor Starks støder på en hjort dræbt af en hunulv, da de vender tilbage fra en ekspedition, blev der brugt et dødt dyr end en kopi. Da hjorten havde været død i to dage, det lugtede der så meget, at skuespillerne skulle være meget forsigtig med ikke at lade det vise på deres ansigter. 

## Modtagelse

### Forsmag
Den 3. april 2011, to uger før seriens premiere, blev de første 15 minutter af "Winter Is Coming" vist på HBOs hjemmeside.  Wireds Dave Banks kaldte forsmagen "meget bedre end forventet. (Hvordan er det overhovedet muligt?)" .  Scott Stinson fra Torontos National Post bemærkede, at "du ved, du ikke ser en kanal drama, når der har været to halshugninger i de første 15 minutter."

### Ratings
Den første episode af Game of Thrones opnåede 2,2 millioner seere i sin premierevisning, med yderligere 2 millioner seere i genudsendelser i løbet af samme aften. Dagen efter premieren viste HBO episoden yderligere seks gange.  Reruns luftet under den følgende uge forøgede det samlede seertallet til 6,8 mio. 

### International
Serien havde premiere på HBO Canada på samme tid som den amerikanske premiere.  Den 18. april 2011, havde serien premiere i Storbritannien og Irland på kanalen Sky Atlantic, hvor der var 750.000 seere, en rekord for kanalen. ] Serien blev sendt i hele Latinamerika, med bgyndelsen den 8. maj 2011.  New Zealands Dominion Post bemærkede i en artikel om ophavsret, at den populære serie blev hentet via fildelingstjeneste jævnligt før sin premiere til dette marked.  I Australien blev premieredagen for serien (17. juli) stort set overskygget af udgivelsen af A Dance with Dragons, men ifølge The Sydney Morning Herald var en succes "især med kvinder, som ikke er set som en målgruppe for sværdkæmpende kriger sagaer ". 

### Kritisk respons
Den kritiske respons på den første episode af serien var positiv. James Poniewozik fra Time anså det en "episk sejr," , og Jace Lacob fra The Daily Beast anså episoden for "uforglemmelig".  HitFix's Alan Sepinwall skrev, at det var for tidligt at sige, om Game of Thrones tilhørte til HBOs liga af shows som The Sopranos eller The Wire, men det havde mange ting til fælles med disse shows.  Matt Fowler fra IGN skrev, at piloten "ubesværet tager os, trofast gennem bogen, men også formår at fange den majestætisk morbide ånd i Martins sider og gøre dem til spændende fjernsyn."
Megen ros blev givet til produktions værdier og virkende: Scott Meslow fra The Atlantic, mente at "showets enorme cast er næsten universelt stærk, og fantasylandet Westeros føles levet ind, og ser fantastisk ud."  Alan Sepinwall kvalificerer også casting som "virkelig ekstraordinære", og fastslår, at showet er en "fest for øjnene", med alle de forskellige steder, som  har deres egne mindeværdige udseende.  Åbningssekvensen med et luftfoto af verden, hvor serie sker med de forskellige indstillinger, der følger den, var også anerkendte. 
Den 19. april, mindre end to dage efter den indledende episode meddelte HBO, at serien var blevet fornyet med en anden sæson.  I en pressekonference, annoncerede HBO-lederne deres tilfredshed med indledende vurderinger, som de sammenlignet positivt med True Blood.

### Anerkendelser
Tim Van Patten modtog i 2011 en Primetime Emmy Award nominering for Outstanding Directing for a Drama Series, og episoden blev også nomineret til Outstanding Makeup for a Single-Camera Series (Non-Prosthetic).

## Eksterne links
- "Winter Is Coming" Arkiveret 7. april 2015 hos  Wayback Machine på HBO
- Winter Is Coming på Internet Movie Database (engelsk)
- Winter Is Coming på AllMovie (engelsk)
- Winter Is Coming på Rotten Tomatoes (engelsk)
- Winter Is Coming på Metacritic (engelsk)
- Winter Is Coming hos TV.com (engelsk)